# Красновишерск
Красновишерск (на руски: Красновишерск) е град в Русия, административен център на Красновишерски район, Пермски край. Населението му към 1 януари 2018 година е 15 359 души.